# Tallós György
Tallós György (Budapest, 1920. március 25. – Budapest, 2005. december 4.) közgazdász, banktörténész.

## Művei
- A hitel gyakorlati szerepe a gazdasági reform első évében. Budapest, 1969, Kossuth Kiadó.
- A gazdaságirányítási reform a külkereskedelemben. Budapest, 1968, Közgazd. és Jogi Kiadó.
- A dán, a finn és a svéd kereskedelem néhány sajátossága. Budapest, 1979, BKI.
- A Német Szövetségi Köztársaság kereskedelmének főbb vonásai. Budapest, 1979, BKI.
- Az Egyesült Királyság belkereskedelmének főbb vonásai. Budapest, Budapest, 1979, BKI.
- Belgium és Hollandia belkereskedelmének főbb vonásai. Budapest, BKI, 1978 [!1979].
- Európai országok kereskedelmének működési mechanizmusa. Budapest, 1978, BKI.
- Dokumentumok a magyar hitelpolitika, pénzforgalom és bankrendszer történetéhez. Bp., 1989-, Közgazd. és Jogi Kvk.
- A bankhitel szerepe gazdaságirányítási rendszerünkben. [Budapest], 1976, Kossuth Kiadó.
- A Magyar Általános Hitelbank, 1867-1948. Budapest, 1995, Közgazd. és Jogi Kvk.
- Fejezetek a Magyar Általános Hitelbank történetéből, 1867-1948. Budapest, 1991, MHB.